# Жарколь (озеро, Жаркаинский район)
Жарколь (каз. Жаркөл) — озеро в Жаркаинском районе Акмолинской области Казахстана. Относится к бассейну реки Терисаккан.

## Описание
Озеро Жарколь располагается приблизительно в 7 км к юго-западу от села Шойындыколь и юго-западнее озера, также именуемого Шойындыколь (либо Шоиндыколь). По данным 1980-х годов, высота водного зеркала над уровнем моря составляла 327,2 м.
Площадь поверхности озера при разливе составляет 20,9 км², длина — 7,2 м, наибольшая ширина — 4 км, длина береговой линии — 27,7 км. Однако в обычном состоянии площадь зеркала составляет 6,5 га.
Озеро подпитывается снегом и грунтовыми водами. Кроме того, с западной стороны к водоёму приходит система ручьёв, в летнее время пересыхающих. Из восточной части во время половодья вытекают два ручья, впадающие в озеро Шоиндыколь.
По берегам произрастают камыш, рогоз и луговые травы.